# Ivan Moravec
Ivan Moravec (Praga, 9 novembre 1930 – Praga, 27 luglio 2015) è stato un pianista ceco.
È considerato uno dei grandi interpreti di Fryderyk Chopin.

## Biografia
Nato nel 1930 a Praga in Cecoslovacchia, Moravec iniziò ad avvicinarsi alla musica ascoltando suonare il padre, avvocato e pianista dilettante, che amava anche cantare arie d'opera. Ebbe una notevole passione per l'opera lirica; era solito  assistervi spesso a teatro accompagnato dal padre e sviluppò una grande ammirazione soprattutto per il tenore Enrico Caruso di cui ascoltava le incisioni. All'età di sette anni iniziò le prime lezioni di pianoforte con Erna Grünfeld, nipote di Alfred Grünfeld, celebre pianista austriaco. A 15 anni entrò al Conservatorio di Praga, ma a 18 anni un incidente di pattinaggio gli causò una lesione alle vertebre cervicali e lo lasciò debole, con parecchie difficoltà, tanto che dovette sospendere le lezioni fino ai 24 anni; dovette rimodulare la sua tecnica e il suo modo di suonare, bilanciando l'uso delle dita con la forza delle braccia. Il suo stile raffinato e molto delicato è stato in seguito attribuito proprio a questa sua situazione.
Studiò in seguito con Ilona Štěpánová-Kurzová, figlia del pianista ceco Vilém Kurz. Quando nei primi anni '50 ascoltò un concerto a Praga di Arturo Benedetti Michelangeli, l'esecuzione del pianista lo colpì talmente da suggerirgli la strada da percorrere nel suo cammino artistico. Dopo averlo sentito suonare, Michelangeli lo invitò ai corsi dal lui tenuti ad Arezzo per gli anni 1957 e 1958.
Per tutti gli anni '50 la carriera di Moravec si svolse all'interno della Cecoslovacchia; quando la registrazione di un suo recital iniziò a circolare negli USA l'interesse del mondo musicale iniziò a rivolgersi al giovane pianista. In seguito, ottenuti i permessi per lavorare in occidente, la carriera di Moravec prese avvio. Nel 1963 il direttore d'orchestra George Szell lo invitò a partecipare a una tournée americana con l'Orchestra di Cleveland. Da allora la sua carriera lo portò a spostarsi ovunque per dare concerti, dagli Stati Uniti all'Italia, all'Austria, alla Gran Bretagna. Incise il suo primo album nel 1960 con l'etichetta Supraphon, interpretando la Sonata n. 3 di Mozart e la Ballata n. 4 di Chopin. Nel 1964 il pianista fece il suo debutto alla Carnegie Hall di New York.
Ivan Moravec si è esibito con le maggiori orchestre tra cui la New York Philharmonic, la Boston Symphony Orchestra, la Orpheus Chamber Orchestra. Come solista ha suonato in tutte le maggiori città americane ed europee. Nell'anno 2000 Vaclav Havel, l'allora presidente della Repubblica Ceca, gli ha conferito la medaglia al merito per l'eccezionale risultato in campo artistico.
Moravec ha sempre preferito come autori Chopin e Debussy, che scoprì da ragazzo suonando Children's Corner; egli è stato però grande interprete anche di Mozart, Beethoven, César Franck e di musicisti suoi conterranei quali Leoš Janáček e Bedřich Smetana. La maggior parte delle sue esecuzioni e incisioni hanno avuto comunque come oggetto le opere di Chopin; la sua registrazione nel 1965 dei Notturni, riedita nel 1991, è stata considerata dal New York Times nel 2010 come una delle cinque maggiori realizzazioni in occasione del bicentenario della nascita del compositore polacco.
Spesso chiamato dai critici il "poeta del pianoforte", Moravec era conosciuto per la grande dolcezza e la bellezza del suono, una tecnica brillante e una grande sensibilità; era anche un grande perfezionista, era noto per non separarsi mai da un astuccio che conteneva un kit di attrezzi per mettere a punto il suo pianoforte prima delle esibizioni, a volte fino a pochi minuti prima del concerto.